# Nelly Huri
Nelly Huri, née à Alexandrie en Égypte le 12 mai 1907 et morte à Mougins le 28 août 1998, est une résistante. Elle entre en contact avec le réseau Tartane-Masséna avant d'être trahie, internée et déportée à Ravensbrück. 

## Biographie
Nelly Huri grandit en Égypte dans une famille d'origine gréco-syrienne et émigre ensuite en France, où elle travaille comme auxiliaire à la Bibliothèque de la Sorbonne en 1936. Sa demande de naturalisation ainsi que celle de son époux Maurice Huri ne reçoivent pas de réponse. Elle perd alors son emploi le 15 juillet 1941, le rectorat de Paris mettant fin à ses fonctions en vertu de la loi du 17 juillet 1940 qui stipule que « nul ne peut être employé dans les administrations de l'État (...) et établissements publics s'il ne possède la nationalité française ». Le couple Huri déménage donc en zone sud et s'installe à Marseille. C'est ici que Nelly Huri entre dans un réseau de résistants et rejoint le réseau Tartane-Masséna. Trahie par un membre de la cellule, elle est arrêtée le 1er mars 1944 avec son mari, Maurice Huri.  
Elle est d'abord incarcérée à la prison des Baumettes pour être ensuite transférée à Romainville à la mi-avril. Son mari est fusillé à Marseille le 16 mars 1944. Le 13 mai 1944 Nelly Huri est déportée à Ravensbrück et début août elle est envoyée au Kommando de Beendorf. Trois-cent Françaises et Belges font partie du convoi. Il s'agissait d'un sous-camp où les prisonniers travaillaient dans des ateliers de l'armée de l'air allemande installés dans une mine de sel. Son matricule de Ravensbrück est 39 238 et celui de Beendorf est 5 986.   
Elle témoigne dans plusieurs récits de cette période de sa vie, écrits conservés par l'Association nationale des anciennes déportées et internées de la Résistance (ADIR). Elle y décrit notamment le travail à la chaîne effectué au Kommando de Beendorf (Konzentrationslager Beendorf): « Nous devions passer chaque pièce à l'essence synthétique et à l'huile avant le montage. Mais nous grattions du sel aux parois de l'atelier et en mettions dans l'essence et dans l'huile ; aussi passions-nous notre temps à défaire, nettoyer et remonter ces mêmes appareils qui revenaient du contrôle déjà rouillés : c'était notre seul moyen de "résister" ».
Elle raconte encore : « Nos cheveux avaient poussé un peu ; et, la coquetterie prenant le dessus, et aussi le désir de narguer les Allemands, nous chipions des bouts de fil électrique sous tube de plastique, qui, à l'usine, nous servaient à nos travaux de montage. Nous les utilisions comme bigoudis […]. À cause de ces fils de fer, souvent ramassés dans les rebuts d'ailleurs, on nous accusait de sabotage et nous punissait : nous volions le matériel de la "Grande Allemagne" ».
Nelly Huri tient plusieurs carnets lorsqu'elle séjourne à Beendorf, dont deux carnets de vocabulaire et de grammaire allemande.  
Le 10 avril 1945, le camp de Beendorf est évacué par les Allemands. Toutes les déportées sont transférées dans un train dans lequel beaucoup d'entre elles meurent. Le 22 avril 1945, le convoi arrive au camp de Langenhorn situé près de Hambourg. Nelly Huri y confectionne un carnet de poèmes en attendant d'être libéré le 27 avril 1945.